# Единайсетият час
„Единайсетият час“ (на английски: Eleventh Hour) е американски драматичен сериал, базиран на британския от 2006 г. със същото име. Първото му излъчване е по CBS от 9 октомври 2008 г. до 2 април 2009 г. с разписание в четвъртък от 22:00. Продуциран е в сътрудничество между Jerry Bruckheimer Television, Granada Television International и Warner Bros. Television. На 19 май 2009 г. сериалът е спрян, заради невъзможността си да задържи зрителите след „От местопрестъплението“.

## „Единайсетият час“ в България
В България сериалът започва излъчване на 19 април 2010 г. по PRO.BG от понеделник до четвъртък от 23:15 с повторение след 02:50. Последният епизод е излъчен на 25 май. Дублажът е на студио Браво. Ролите се озвучават от артистите Даниела Йорданова, Милена Живкова, Васил Бинев, Стефан Димитриев и Владимир Колев.

## Епизоди
| Номер | Заглавие     | Първо излъчване в САЩ | Първо излъчване в България |
| ----- | ------------ | --------------------- | -------------------------- |
| 1     | Resurrection | 9 октомври 2008 г.    | 19 април 2010 г.           |
| 2     | Cardiac      | 16 октомври 2008 г.   | 22 април 2010 г.           |
| 3     | Agro         | 23 октомври 2008 г.   | 26 април 2010 г.           |
| 4     | Savant       | 30 октомври 2008 г.   | 29 април 2010 г.           |
| 5     | Containment  | 6 ноември 2008 г.     | 3 май 2010 г.              |
| 6     | Frozen       | 13 ноември 2008 г.    | 4 май 2010 г.              |
| 7     | Surge        | 20 ноември 2008 г.    | 5 май 2010 г.              |
| 8     | Titans       | 4 декември 2008 г.    | 6 май 2010 г.              |
| 9     | Flesh        | 11 декември 2008 г.   | 10 май 2010 г.             |
| 10    | H2O          | 15 януари 2009 г.     | 11 май 2010 г.             |
| 11    | Miracle      | 22 януари 2009 г.     | 12 май 2010 г.             |
| 12    | Eternal      | 29 януари 2009 г.     | 13 май 2010 г.             |
| 13    | Pinocchio    | 12 февруари 2009 г.   | 17 май 2010 г.             |
| 14    | Minamata     | 19 февруари 2009 г.   | 18 май 2010 г.             |
| 15    | Electro      | 26 февруари 2009 г.   | 19 май 2010 г.             |
| 16    | Subway       | 5 март 2009 г.        | 20 май 2010 г.             |
| 17    | Olfactus     | 12 март 2009 г.       | 24 май 2010 г.             |
| 18    | Medea        | 2 април 2009 г.       | 25 май 2010 г.             |